# Städtepartnerschaft Salzburg-León
Die Städtepartnerschaft zwischen der Stadt Salzburg und der Stadt León in Nicaragua  wurde am 24. Juni 1984 vom Salzburger Gemeinderat beschlossen. Sie entstand aus einer kleinen Solidaritätsgruppe und besteht aus zwei Vereinen mit ehrenamtlichen Mitgliedern in Salzburg und León. Die Gründungsidee der Städtepartnerschaft entstammt dem Bedürfnis, Solidarität und Entwicklungspolitik offiziell in die Stadtpolitik einzubinden. Kern der Städtepartnerschaft sind kulturelle Beziehungen, Verbesserungen der kommunalen Infrastruktur und die Umsetzung konkreter Projekte in León.

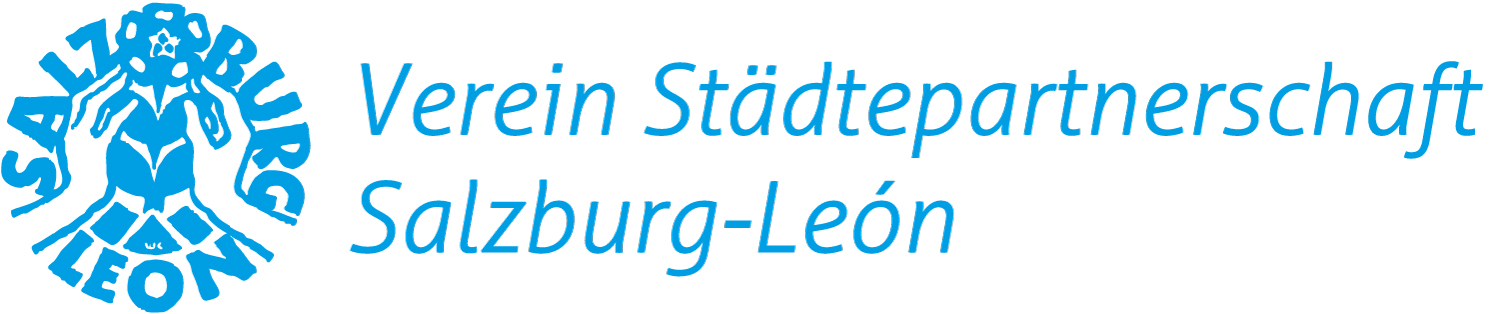
Logo der Städtepartnerschaft Salzburg-León

## Geschichte
Nach dem Militärputsch in Chile 1973 formierte sich ein „Österreichisches Solidaritätskomitee Chile“. Aus dieser Organisation bildeten aktive Salzburger mit Vertretern sozialistischer, kommunistischer und katholischer Jugendgruppen das Lateinamerikakomitee. Mit der Sandinistischen Revolution Ende der 70er Jahre entstanden zahlreiche Solidaritätsbekundungen in Österreich und Europa, die einen Beitrag zum Aufbau eines neuen nicaraguanischen Staates leisten wollten.
Anfang der 80er Jahre konnten der Salzburger Bürgermeister Josef Reschen und die ÖVP-Fraktion von der Idee einer Städtepartnerschaft mit einer Stadt in Nicaragua überzeugt werden. Die ÖVP bewilligte das Vorhaben, nachdem die SPÖ im Gegenzug einer Städtepartnerschaft mit der von der ÖVP-favorisierten Stadt Singida in Tansania zustimmte.
Während des anschließenden Contra-Krieges besuchte der damalige nicaraguanische Kulturminister Ernesto Cardenal 1983 die Stadt Salzburg. Der katholische Priester, Revolutionär und Poet Ernesto Cardenal unterbreitete den Vorschlag einer Partnerschaft mit León, der zweitgrößten und kirchenreichsten Stadt Nicaraguas. Am 24. Juni 1984 wurde die Städtepartnerschaft Salzburg-León schließlich vom Salzburger Gemeinderat beschlossen.
Im Laufe ihres Bestehens hat die Städtepartnerschaft unterschiedliche Projekte realisiert, wie zum Beispiel den Bau von Kindergärten und Schulen, den Ausbau der städtischen Infrastruktur durch die Kanalisation eines Stadtteils sowie Katastrophenhilfe nach dem Hurrikan Mitch im Jahr 1998.

## Struktur
Der Salzburger Teil der Städtepartnerschaft Salzburg-León hat ein Büro im Salzburger Nord-Süd-Zentrum im Gebäude der ARGEkultur. Die Städtepartnerschaft finanziert sich durch Spenden und Subventionen der Stadt Salzburg. Das Salzburger Pendant in León ist der Verein „Dario-Mozart“, benannt nach dem nicaraguanischen Dichter Rubén Darío und dem österreichischen Komponisten Wolfgang Amadeus Mozart.

## Aktivitäten
Die Aktivitäten der Städtepartnerschaft Salzburg-León umfassen z. B. die Organisation von Reisen nach Nicaragua für Mitglieder, die Beherbergung und Betreuung nicaraguanischer Gäste sowie die Umsetzung von Projekten. Neben diversen Veranstaltungen und Ausflügen bietet der Verein seinen Mitgliedern kostenlose Spanischkurse an, zusätzlich erhalten alle Mitglieder ein Abonnement der Nicaragua-Nachrichten.
Die Städtepartnerschaft arbeitet sowohl mit österreichischen Nicaragua- als auch mit europäischen Leóninitiativen zusammen. Weitere europäische Partnerstädte Leóns neben Salzburg sind Hamburg (D), Lund (SE), Oxford (GB), Utrecht (NL) und Saragossa (ES).

## Aktuelle Projekte

### Tourismusprojekt
Ein nachhaltiges Tourismusprojekt hat sich in den vergangenen Jahren zum Hauptprojekt der Städtepartnerschaft Salzburg-León entwickelt. Es ist in zwei Teile gegliedert. Ein Teil ist der vereinseigene, nicht gewinnorientierte Reiseveranstalter Loro Trips, der sowohl individuelle Nicaraguareisen als auch Sprachreisen nach León anbietet. Der Reiseveranstalter arbeitet dabei eng mit lokalen Betrieben zusammen, um die Wertschöpfung für die nicaraguanische Bevölkerung zu maximieren. Der andere Teil ist die Vermittlung von touristischem Know-how an junge Nicaraguaner. Salzburg ist dafür gut geeignet, weil der Tourismus dort ein bedeutender Wirtschaftsfaktor ist. Die Städtepartnerschaft vermittelt jährlich zwei Studenten aus León ein Teilstipendium an der Salzburger Tourismusschule Klessheim und unterstützt diese während ihres Aufenthalts.

### Stipendienprojekt
Dieses ursprünglich österreichweite Projekt unterstützte von 2002 bis 2009 nicaraguanische Kinder und Jugendliche, denen durch ihre soziale Lage der Zugang zu Schulbildung nicht oder nur sehr schwer möglich war, vom Schuleintritt bis zum Universitätsabschluss. 2009 wurde die 70%ige Kofinanzierung des Bundes eingestellt, woraufhin die unterstützten Schüler und Studenten Gefahr liefen, ihre Ausbildung abbrechen zu müssen. Im Zuge dessen übernahm die Städtepartnerschaft Salzburg-León die direkte Verantwortung für einige Stipendiaten, im Zeitraum von 2010 bis 2012 konnte zwischen 18 und 28 Kindern und Jugendlichen die Ausbildung finanziert werden.

### Malerprojekt
Das Projekt „Naive Malerei“ unterstützt Künstler in León, etwa durch die Finanzierung von Malutensilien oder die Organisation von Verkaufsausstellungen in Salzburg.

## Partnerschaften

### Universitätspartnerschaft
1990 beschlossen die Paris-Lodron-Universität Salzburg und die Universidad Nacional Autonoma de Nicaragua (UNAN) León eine Partnerschaft zum beidseitigen Austausch von Studenten und Wissenschaftlern und für gemeinsame Projekte. Zusammen mit der Universität Hamburg werden Deutschkurse an der UNAN durchgeführt. Außerdem findet ein Austausch von Lehrenden der UNAN-Universität und der Paris-Lodron-Universität statt. Für Studenten gibt es die Möglichkeit, ein Austauschsemester an der Partneruniversität zu absolvieren. Insbesondere im geographischen Bereich gibt es viele Projekte, wie etwa die Erstellung eines digitalen Stadtplans für León. Zudem wurde eine GIS-Abteilung in León aufgebaut, die seitdem laufend weiterentwickelt wird.

### Schulpartnerschaften
Ausgangspunkt für die Einrichtung von Schulpartnerschaften 1985 war die Alphabetisierungskampagne der Nicaraguanischen Revolution. Die Zuwendungen der Salzburger Partnerschulen werden bis heute hauptsächlich in Sanierungsarbeiten gesteckt; außerdem wurde über einige Jahre hinweg ein Frühstück für die Kinder finanziert. Bis heute haben drei Salzburger Schulen den solidarischen Kontakt mit ihren Partnerschulen aufrechterhalten.